# Port lotniczy Jamusukro
Port lotniczy Jamusukro (fr. Aéroport international de Yamoussoukro)– port lotniczy zlokalizowany w Jamusukro, obecnej stolicy Wybrzeża Kości Słoniowej.

## Historia
Decyzję o budowie lotniska podjęto w 1974 roku. Do użytku zostało oddane w 1976 roku. Zbudowano pas mający 3000 m długości i 45 m szerokości. 